# Jan van Bennekom
Jan Alexander van Bennekom (Elburg, 11 augustus 1905 – Driebergen, 17 maart 1981) was als ARP-politicus lid van de Tweede Kamer van 1961 tot 1970.
Van Bennekom was eerst directeur van de christelijke kweekschool in Middelburg en later inspecteur van het Christelijk Nationaal Schoolonderwijs.
Hij was jarenlang vooraanstaand bestuurder van de gemeente Middelburg en de provincie Zeeland en stond bekend als moedig verzetsman.
Van Bennekom was in de Tweede Kamer woordvoerder voor Zeeland en over onderwijs en visserij.
- Biografisch Portaal: 15441494
- Nederlandse Thesaurus van Auteursnamen: 074199048
- Parlement.com: vg09lkxvlmxj
- Virtual International Authority File: 282506005
- WorldCat: E39PBJx8BGD8TBB4f39mrh6BT3